# Shun Nagasawa
Shun Nagasawa (長沢 駿?, Nagasawa Shun; Shizuoka, 25 agosto 1988) è un calciatore giapponese, attaccante del Kyoto Sanga.

## Palmarès

### Club

#### Competizioni nazionali
- Coppa dell'Imperatore: 1

Gamba Osaka: 2015